# Kožušany-Tážaly
Kožušany-Tážaly is een Moravische gemeente in de Tsjechische regio Olomouc, en maakt deel uit van het district Olomouc. Kožušany-Tážaly telt 876 inwoners (2023). De gemeente bestaat uit twee dorpen Kožušany en Tážaly die samen een tweelingdorp vormen. Op het grondgebied van Kožušany-Tážaly bevindt zich de spoorweghalte Kožušany aan de spoorlijn van Nezamyslice naar Olomouc. De gemeente neemt deel aan het samenwerkingsverband Mikroregion Olomoucko.

## Geschiedenis
- 1078 – De eerste schriftelijke vermelding van Tážaly.[1]
- 1297 – De eerste schriftelijke vermelding van Kožušany.
- 1992 – De gemeenten Kožušany en Tážaly gaan samen tot de nieuwe gemeente Kožušany-Tážaly.

## Aanliggende gemeenten
| Aangrenzende gemeenten | Aangrenzende gemeenten | Aangrenzende gemeenten | Aangrenzende gemeenten | Aangrenzende gemeenten |
| ---------------------- | ---------------------- | ---------------------- | ---------------------- | ---------------------- |
|                        |                        | Olomouc                |                        |                        |
|                        |                        |                        |                        |                        |
| Bystročice             | Velký Týnec            |                        |                        |                        |
|                        |                        |                        |                        |                        |
|                        |                        | Blatec                 |                        |                        |

Babice · Bělkovice-Lašťany · Bílá Lhota · Bílsko · Blatec · Bohuňovice · Bouzov · Bukovany · Bystročice · Bystrovany · Červenka · Charváty · Cholina · Daskabát · Dlouhá Loučka · Dolany · Doloplazy · Domašov nad Bystřicí · Domašov u Šternberka · Drahanovice · Dub nad Moravou · Dubčany · Grygov · Haňovice · Hlásnice · Hlubočky · Hlušovice · Hněvotín · Hnojice · Horka nad Moravou · Horní Loděnice · Hraničné Petrovice · Huzová · Jívová · Komárov · Kozlov · Kožušany-Tážaly · Krčmaň · Křelov-Břuchotín · Liboš · Lipina · Lipinka · Litovel · Loučany · Loučka · Luběnice · Luká · Lutín · Lužice · Majetín · Medlov ·
Měrotín · Město Libavá · Mladeč · Mladějovice · Moravský Beroun · Mrsklesy · Mutkov · Náklo · Náměšť na Hané · Norberčany · Nová Hradečná · Olbramice · Olomouc · Paseka · Pňovice · Přáslavice · Příkazy · Řídeč · Samotišky · Senice na Hané · Senička · Skrbeň · Slatinice · Slavětín · Štarnov · Štěpánov · Šternberk · Strukov · Střeň · Suchonice · Šumvald · Svésedlice · Těšetice · Tovéř · Troubelice · Tršice · Újezd · Uničov · Ústín · Velká Bystřice · Velký Týnec · Velký Újezd · Věrovany · Vilémov · Vojenský újezd Libavá · Želechovice · Žerotín